# Кубок Люксембургу з футболу 2017—2018
Кубок Люксембургу з футболу 2017–2018 — 93-й розіграш кубкового футбольного турніру в Люксембурзі. Титул вперше здобув Расінг.

## Календар
| Раунд            | Дата                       | Матчі | Клуби     |
| ---------------- | -------------------------- | ----- | --------- |
| Попередній раунд |                            | 4     | 104 → 100 |
| Перший раунд     | 9-10 вересня 2017          | 36    | 100 → 64  |
| 1/32 фіналу      | 21-24 вересня 2017         | 32    | 64 → 32   |
| 1/16 фіналу      | 27-29 жовтня 2017          | 16    | 32 → 16   |
| 1/8 фіналу       | 25 березня - 4 квітня 2018 | 8     | 16 → 8    |
| 1/4 фіналу       | 18 квітня 2018             | 4     | 8 → 4     |
| 1/2 фіналу       | 9 травня 2018              | 2     | 4 → 2     |
| Фінал            | 27 травня 2018             | 1     | 2 → 1     |

## Регламент
Згідно з регламентом клуби Національного футбольного дивізіону Люксембургу стартують з 1/32 фіналу. На всіх стадіях команди грають по одному матчу.

## 1/16 фіналу
| Команда 1                        | Рахунок      | Команда 2          |
| -------------------------------- | ------------ | ------------------ |
| 27 жовтня 2017                   |              |                    |
| Женесс (Юсельданж) (4)           | 0:2          | Гостерт            |
| Мамер 32 (2)                     | 1:2          | Роданж 91          |
| Женесс (Юнглінстер) (3)          | 1:1 пен. 3:4 | Гревенмахер (2)    |
| 29 жовтня 2017                   |              |                    |
| Рюмеланж (2)                     | 3:0          | Вікторія Роспорт   |
| Фола                             | 2:3          | Уніон Тітус Петанж |
| Женесс (Еш)                      | 2:1          | УНА Штрассен       |
| Норден 02 (2)                    | 0:9          | Діфферданж 03      |
| Бердорф (4)                      | 1:2          | Еш                 |
| Свіфт (2)                        | 0:1          | Мондорф-ле-Бен     |
| Вільц (2)                        | 3:1 дч       | Етцелла (2)        |
| Уніон 05 (2)                     | 1:2          | Ерпельданж 72 (2)  |
| Ф91 Дюделанж                     | 3:3 пен. 4:5 | Прогрес            |
| Коеппшен (3)                     | 0:2          | РМ Гамм Бенфіка    |
| Уніон (Мертерт-Вассербілліг) (2) | 0:4          | Расінг             |
| Мюхленбах Лузітанос (2)          | 3:2          | Женесс (Канах) (2) |
| Сандвайлер (2)                   | 0:1          | Кер'єнґ (2)        |

## 1/8 фіналу
| Команда 1               | Рахунок | Команда 2      |
| ----------------------- | ------- | -------------- |
| 25 березня 2018         |         |                |
| Гревенмахер (2)         | 1:0     | Мондорф-ле-Бен |
| Ерпельданж 72 (2)       | 0:2     | Діфферданж 03  |
| РМ Гамм Бенфіка         | 0:5     | Гостерт        |
| Мюхленбах Лузітанос (2) | 0:1     | Еш             |
| 4 квітня 2018           |         |                |
| Рюмеланж (2)            | 0:2     | Вільц (2)      |
| Уніон Тітус Петанж      | 1:0     | Прогрес        |
| Женесс (Еш)             | 1:3     | Расінг         |
| Кер'єнґ (2)             | 1:5     | Роданж 91      |

## 1/4 фіналу
| Команда 1          | Рахунок | Команда 2     |
| ------------------ | ------- | ------------- |
| 18 квітня 2018     |         |               |
| Гревенмахер (2)    | 0:1     | Діфферданж 03 |
| Гостерт            | 2:1 дч  | Еш            |
| Вільц (2)          | 3:2     | Роданж 91     |
| Уніон Тітус Петанж | 1:2     | Расінг        |

## 1/2 фіналу
| Команда 1     | Рахунок | Команда 2     |
| ------------- | ------- | ------------- |
| 9 травня 2018 |         |               |
| Вільц (2)     | 1:2     | Гостерт       |
| Расінг        | 1:0     | Діфферданж 03 |

## Фінал
| 28 травня 2018 18:00 (EEST) |

| Гостерт | 0:0 дч пен. 3:4 | Расінг |
| ------- | --------------- | ------ |
|         | Протокол        |        |

| Жозі Бартель, Люксембург Арбітр: Антуан Монтейро |